# Boston Latin School
Boston Latin School är en skola i Boston, USA, som grundades den 23 april 1635. Detta gör den till den äldsta skolan i Nordamerika. Den gäller som high school för årskurserna 7-12.